# Kaiken
Kaiken (jap. 懐剣 kaiken) – mały nóż japoński z głownią jednosieczną lub obusieczną (długości ok. 15–20 cm). 

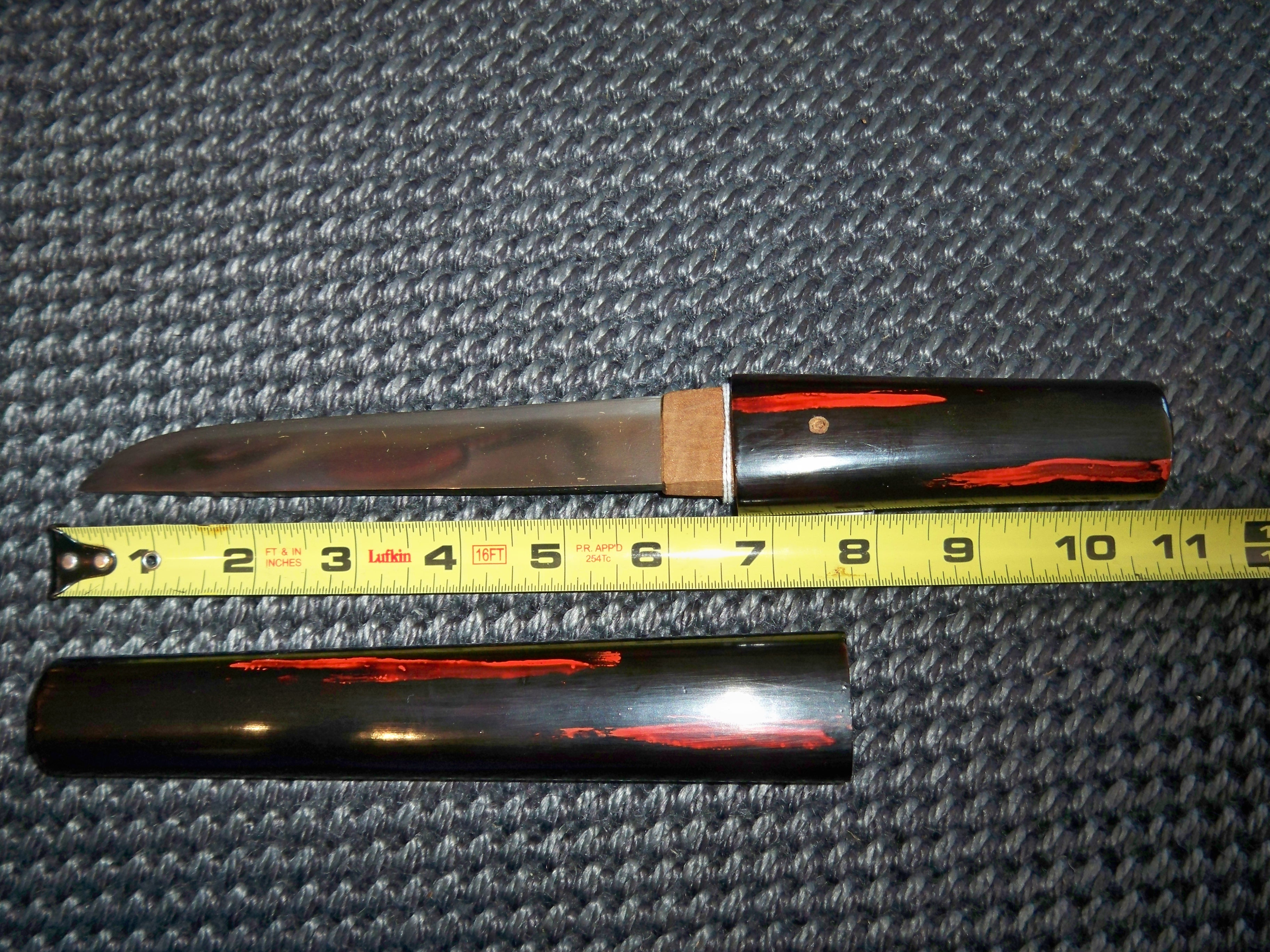
Kaiken

Kaiken był używany przez mężczyzn i kobiety. Służył do obrony wewnątrz pomieszczeń i w wąskiej przestrzeni. 
Kobiety nosiły go za pasem obi lub w rękawie. Kiedyś nóż ten służył kobietom także do odbierania sobie życia przez przecięcie żyły po lewej stronie szyi. 

(Uwaga: W przeszłości stosowano zapis transkrypcyjny kwaiken. Forma ta nie jest już stosowana – zapis właściwy to kaiken (jap. 懐剣). W tym samym znaczeniu używa się słowa futokoro-gatana (jap. 懐刀), także w znaczeniu „człowiek zaufany”, „prawa ręka”.